# 律敦治醫院

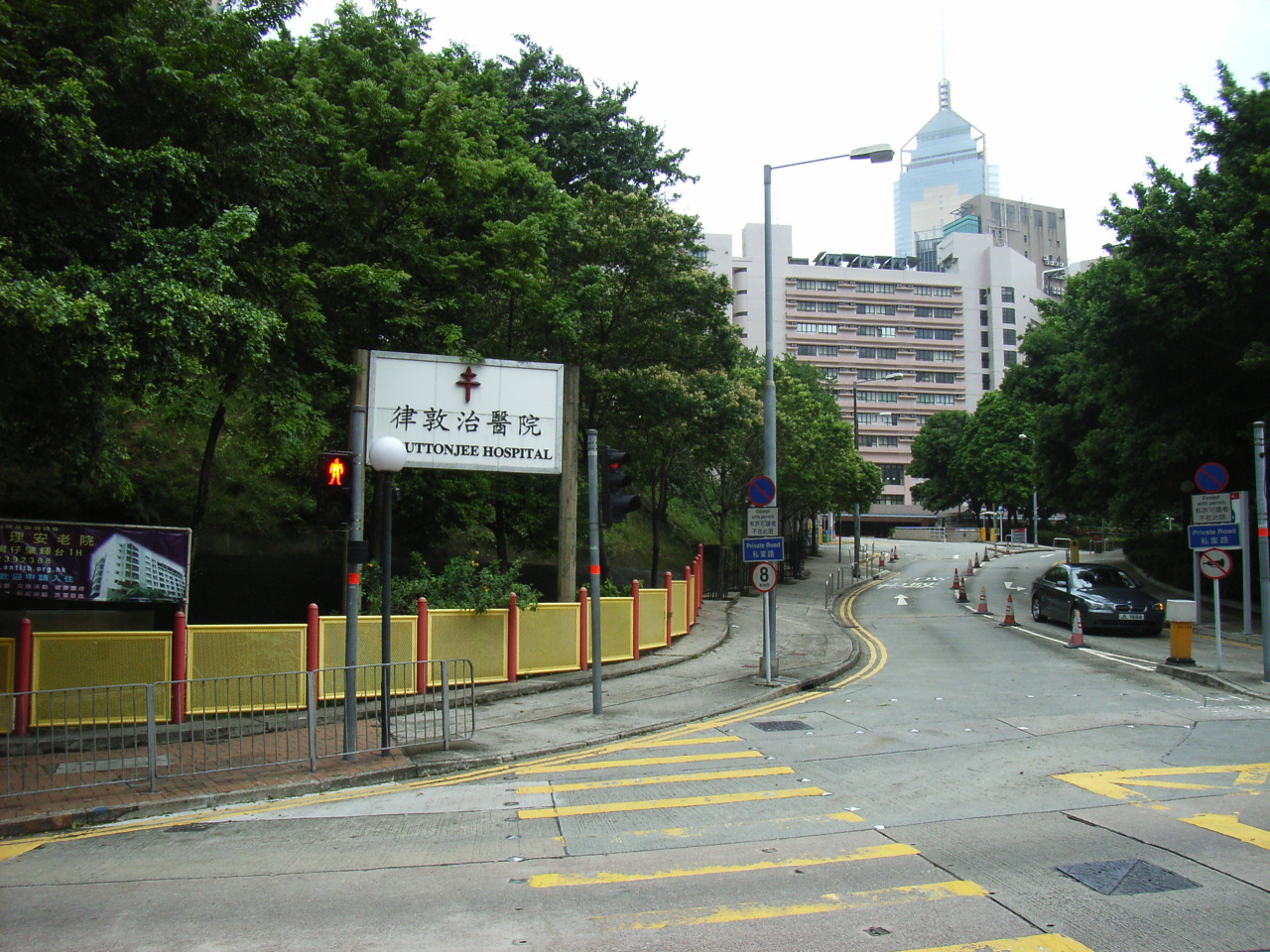
律敦治醫院的南面G入口

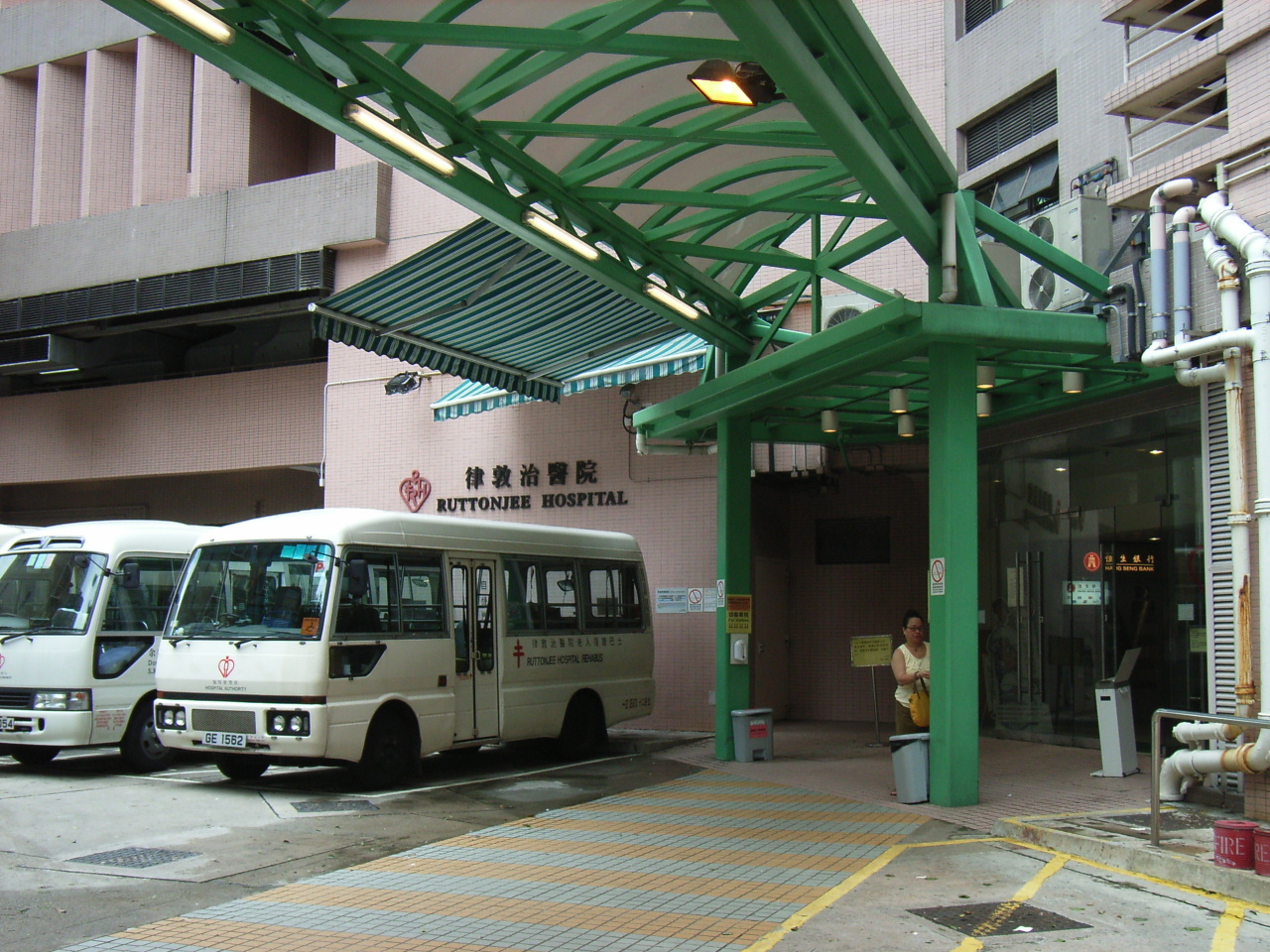
律敦治醫院的北面LG入口

律敦治醫院（英語：Ruttonjee Hospital），是香港香港島灣仔區灣仔灣仔嶺一所地區醫院，由香港防癆心臟及胸病協會和印度人律敦治共同成立的醫院，前身是百年歷史的皇家海軍醫院、肺結核病專科醫院及療養院，傳染病醫院。

## 歷史
律敦治醫院成立於1949年，前身為1843年成立的英國海員醫院。1873年，因虧損而由英國皇家海軍購入，改為皇家海軍醫院。皇家海軍醫院所在的山丘在皇后大道東與灣仔道交界，與鬧市僅一箭之遙。
早在1843年，外科醫生Peter Young獲渣甸洋行資助和港府撥地在此建立私營的海員醫院，為駐港英軍的海軍和海員治病。
當年，有一位名為哈蘭醫生（William A. Harland），曾在此醫院以哥羅芳為病人進行麻醉，施行香港首宗截肢手術。1853年他受聘為殖民地醫官，但可惜在1858年感染熱病去世，終年39歲。
直到1873年，灣仔海員醫院因經費短缺而停辦。因此皇家海軍沽售醫療船HMS Melville，將沽出醫療船所得的資金並於購入海員醫院，其後海員醫院更名為皇家海軍醫院,其中皇家海軍醫院所在的山丘被命名為沙維爾山（Mount Shadwell），藉此紀念英國駐華總司令兼海軍中將沙維爾（Charles Frederick Alexander Shadwell），不過當時的一般香港市民被習慣稱律敦治醫院為「醫院山」。
1931年，當時英國皇家海軍在海軍醫院對面的山丘興建一座傳染病醫院，並將此山命名為巴里士山（Mount Parish），為了紀念當時駐港的海軍司令巴里士（John Edward Parish）准將。世界二戰時海軍醫院受到嚴重破壞不能再用，然而傳染病醫院亦在戰後被拆卸。
1949年，由印度商人J.H.律敦治先生、香港防癆心臟及胸病協會及香港政府支持下，把巴里山的海軍醫院的傳染病醫院並且改建成律敦治療養院，專為肺結核病患者提供服務。隨著香港的肺結核病患者人數下降，1985年4月3日起，律敦治療養院進行重建，並改建成為一個六百多張的病床的全科醫院，當時預計1989年完工。
1991年1月29日，由周古梁建築工程師有限公司負責的律敦治醫院重建項目完畢並重新投入服務，為市民提供專科門診診療及住院服務包括：內科、胸肺內科、外科、骨科及創傷外科、老人科等服務。原有的院址則改為灣仔公園。
鄧肇堅醫院雖然設有急症室，但因為鄧肇堅醫院配套設施不足，不能為急症室病人提供緊急住院護理服務。當病人有需要入院留醫便須轉送到其他醫院，約八成會轉往附近的律敦治醫院。因此香港政府決定將鄧肇堅醫院的急症室搬遷至律敦治醫院，並擴建律敦治醫院部分設施。
1998年4月1日正式與毗鄰的鄧肇堅醫院合併為社區急性醫院，合併後的律敦治醫院亦在主座大樓增建了四層高的新翼來容納因急症室搬遷計劃而作出調動的專職醫療部門。
2002年起，鄧肇堅醫院的急症室與部份部門遷至律敦治醫院。

### 海軍界石
由於律敦治醫院前身的海員醫院曾屬舊地段「I.L.86」，周邊仍存有多塊用作標示其早期土地權之海軍界石（其他發現位置包括前域多利軍火庫的亞洲協會香港中心及山頂等）。
2021年，在現址對出的皇后大道東之石牆需因擴闊道路而拆卸，民間團體擔心未能原址保留界石，古物古蹟辦事處則表示已將座落於政府土地上而具歷史價值及有記錄的界石界定為「文物地點」加以保護，並會探討在接近原址及可行的位置重置。

## 組織架構
| 港島東醫院聯網總監： - 蘇潔瑩醫生 | 律敦治醫院行政總監： - 鄭信恩 醫生（至2022年11月30日） - 劉家獻 醫生（2022年12月1日起） |

醫院管治委員會
主席：
- 梁永鏗 律師，JP

委員：

| - 李國麟 教授，SBS，JP - 林偉文 先生 - 藍義方 先生 - 梁仲清 先生 - 廖嘉齡 醫生 - 盧錦華 先生，MH，JP - 吳士元 先生 - 鄧日燊 先生，SBS，BBS，JP | - 吳王依雯 女士，BBS，JP - Mr. Burji S SHROFF - 梁家駒 醫生 - Mr. Neville S SHROFF，JP - Mr. Noshir N SHROFF - Mrs. Purviz Rusy SHROFF - 吳慧思 律師 - 謝偉俊 律師 |

## 爭議
2010年3月31日，香港高等法院通過一項和解案。原告為英國籍作家馬丁·雅克控訴律敦治醫院，其業務過失造成馬丁的妻子哈麗（Harinder Veriah）於醫院治療癲癇發作致死的訴訟，2000年1月1日時哈麗被送到律敦治醫院，但醫院照顧不周，導致其隔一天傍晚便於醫院中因呼吸衰竭去世；此個案引發了香港對於種族歧視以及醫生與醫療機構人員造成的醫療過失的探討，也促使香港於2008年通過《種族歧視條例》避免未來再發生這類遺憾。 

## 圖集

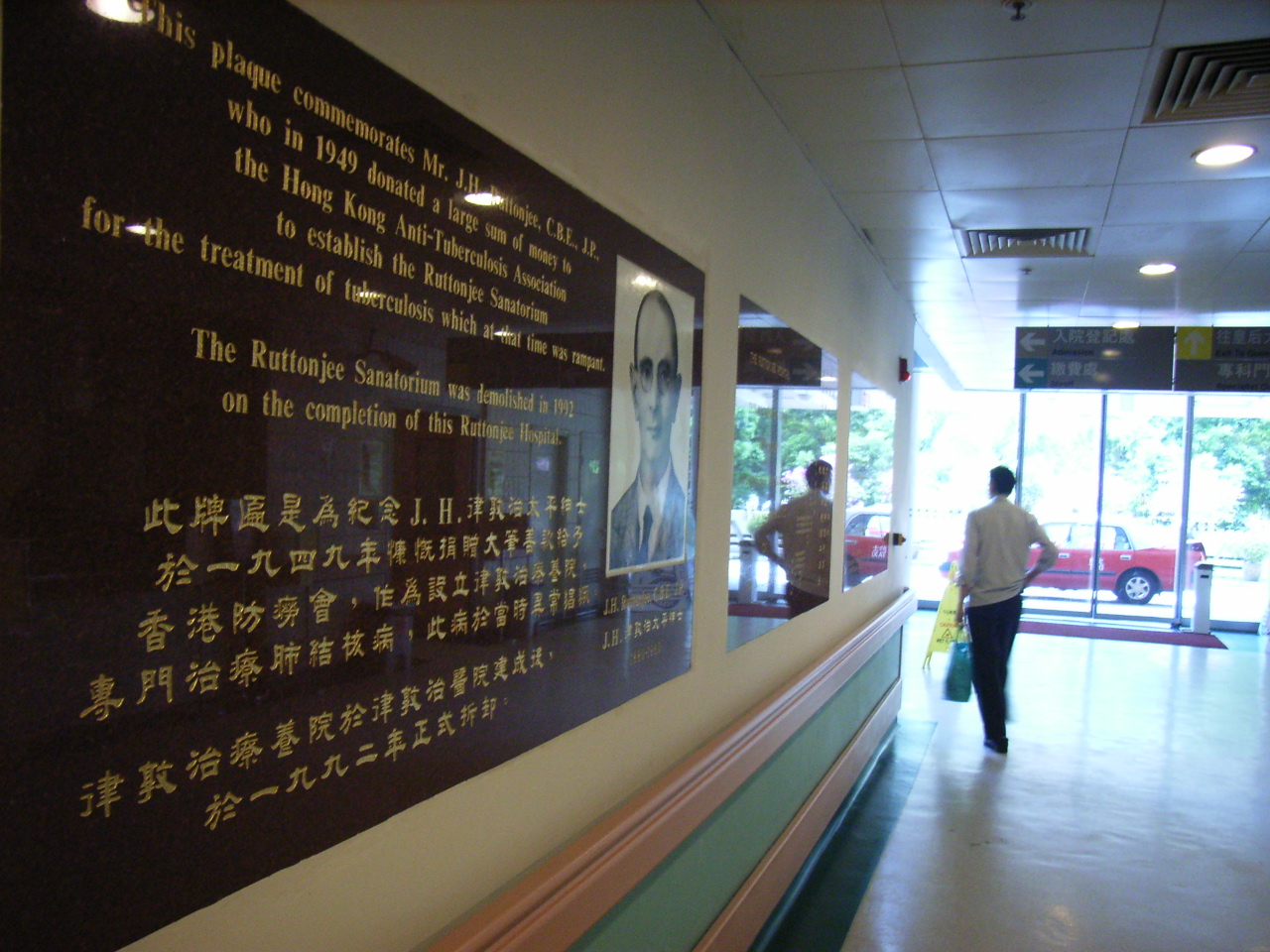
律敦治醫院的牌匾
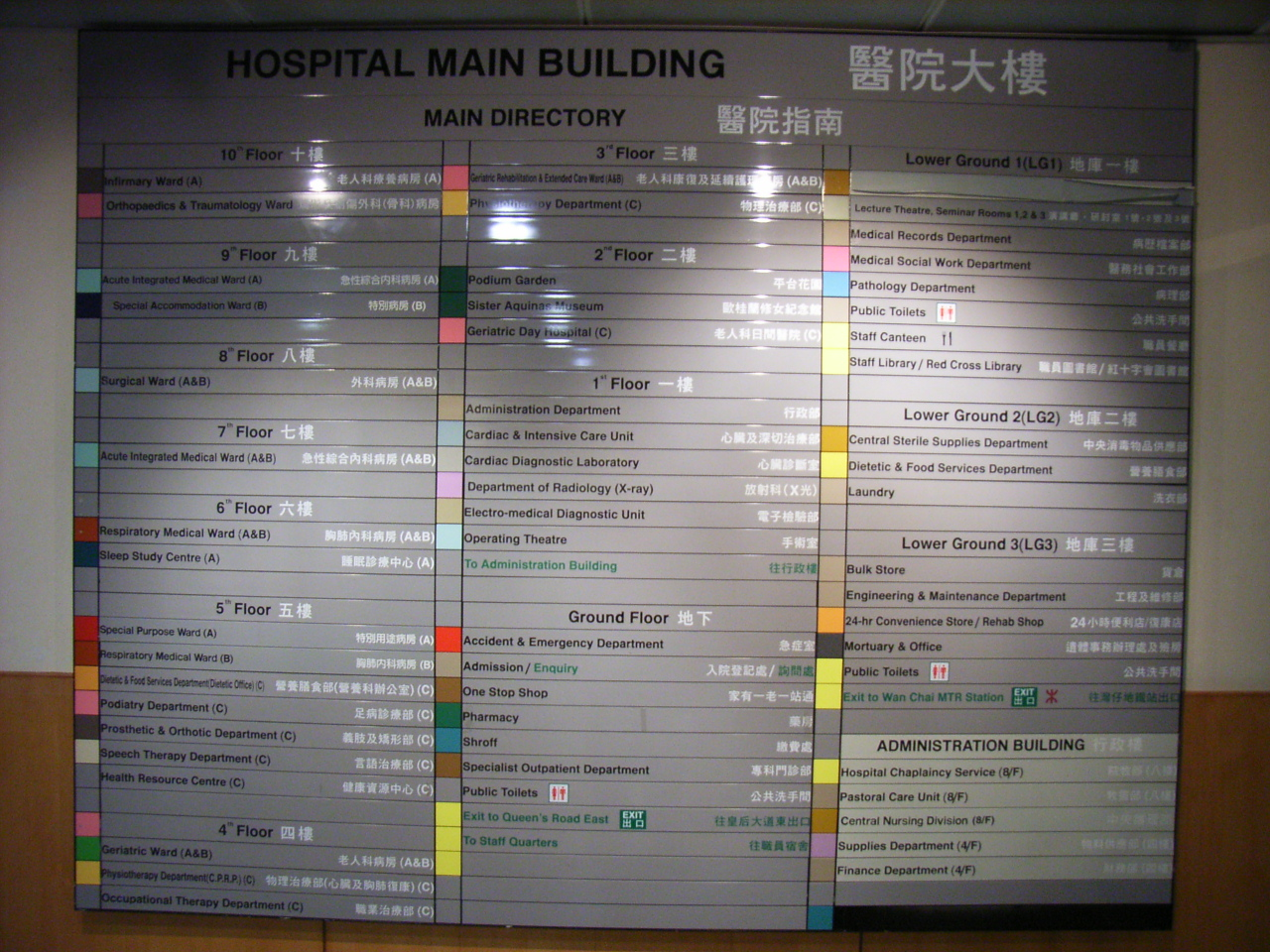
醫院大樓的醫院指南
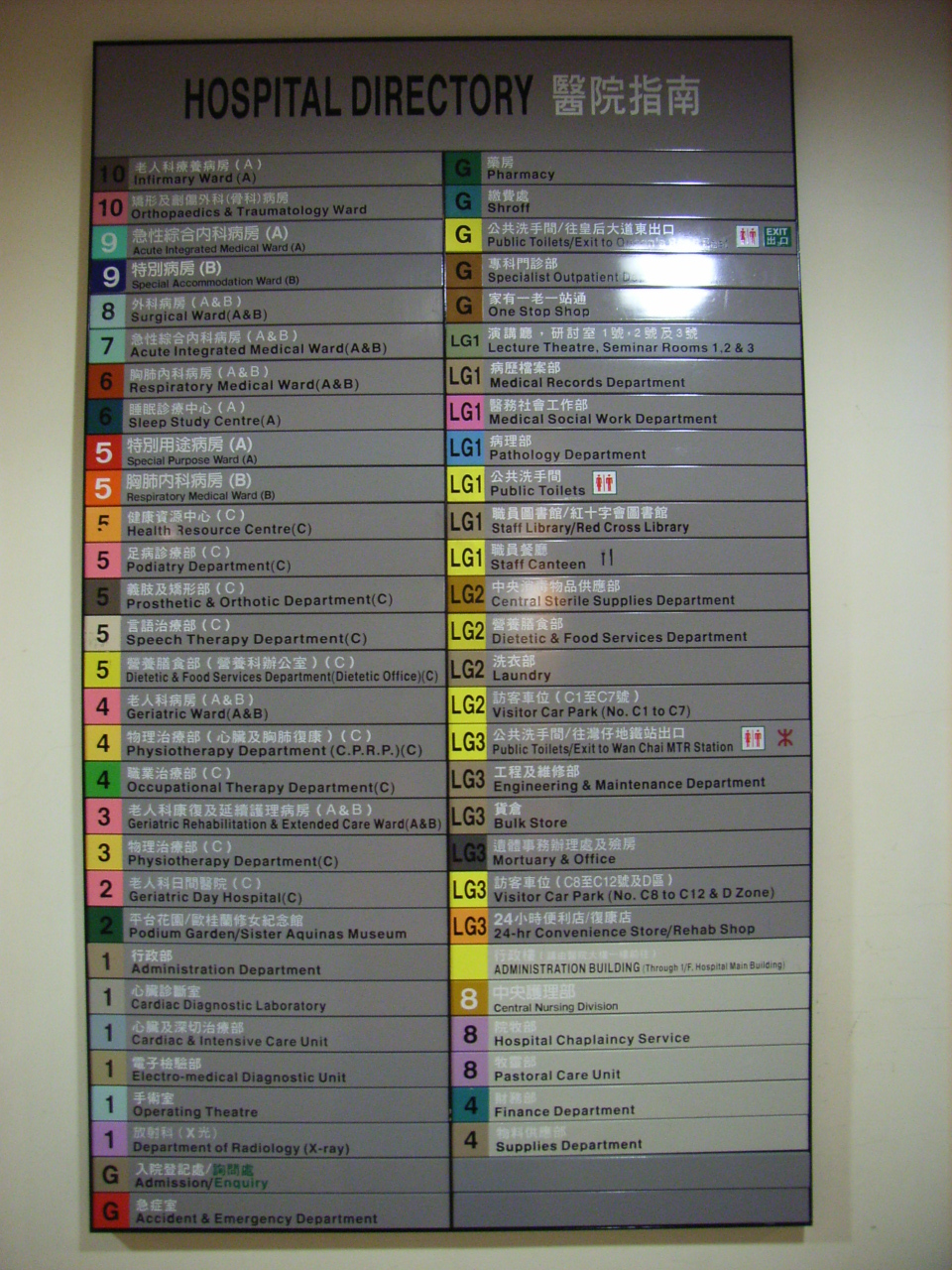
律敦治醫院指南
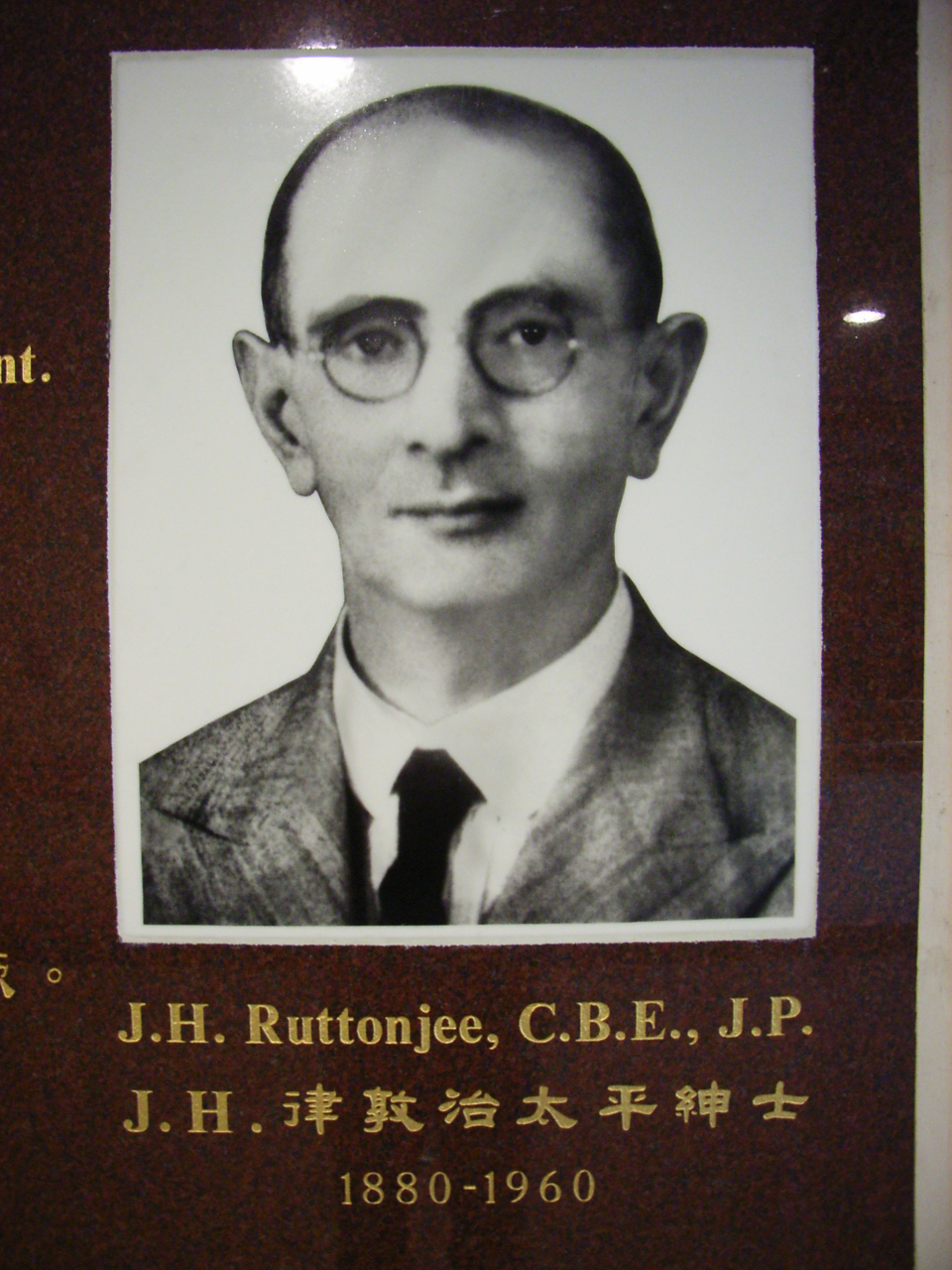
律敦治太平紳士
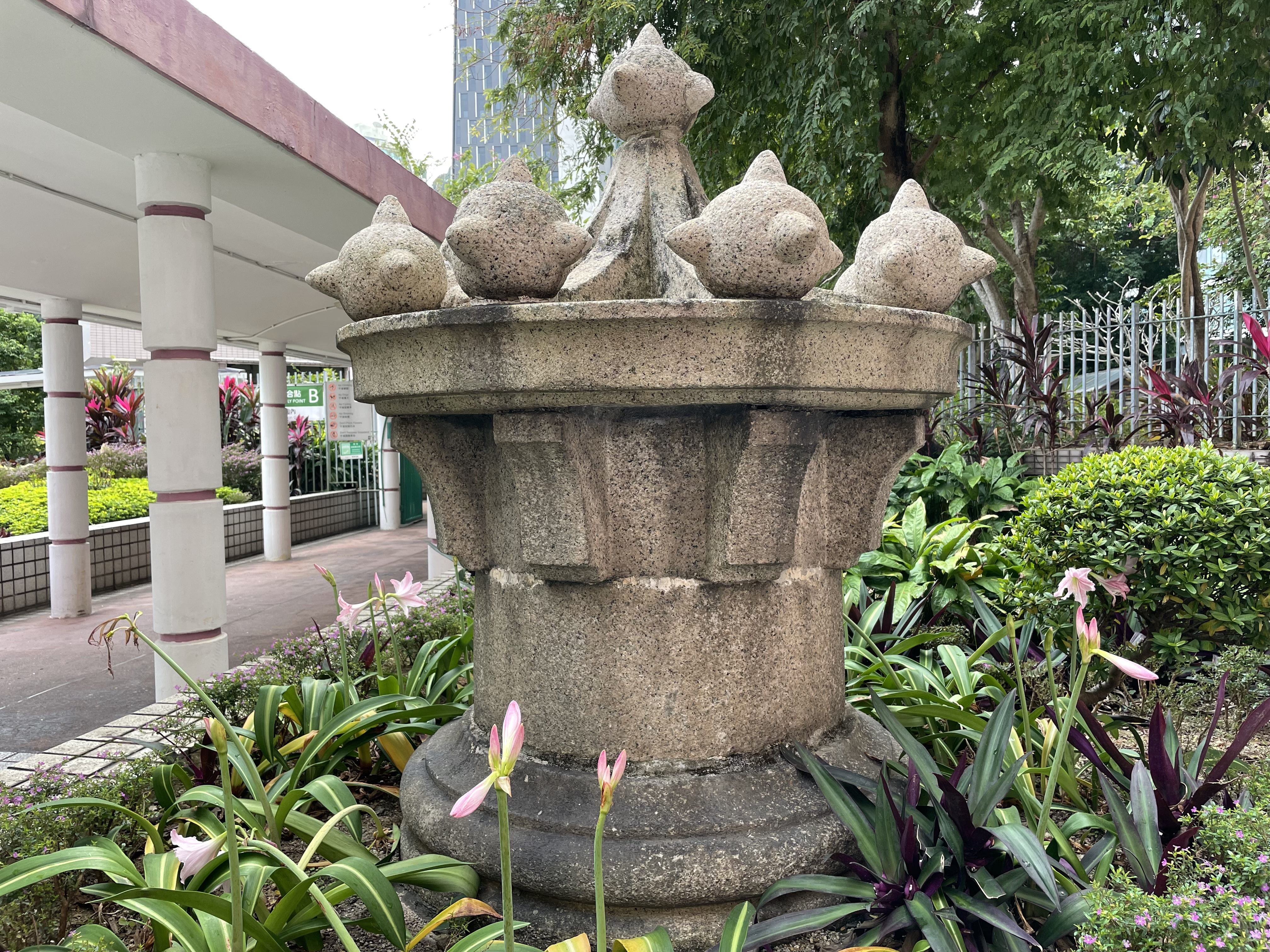
近賽馬會公園的石躉
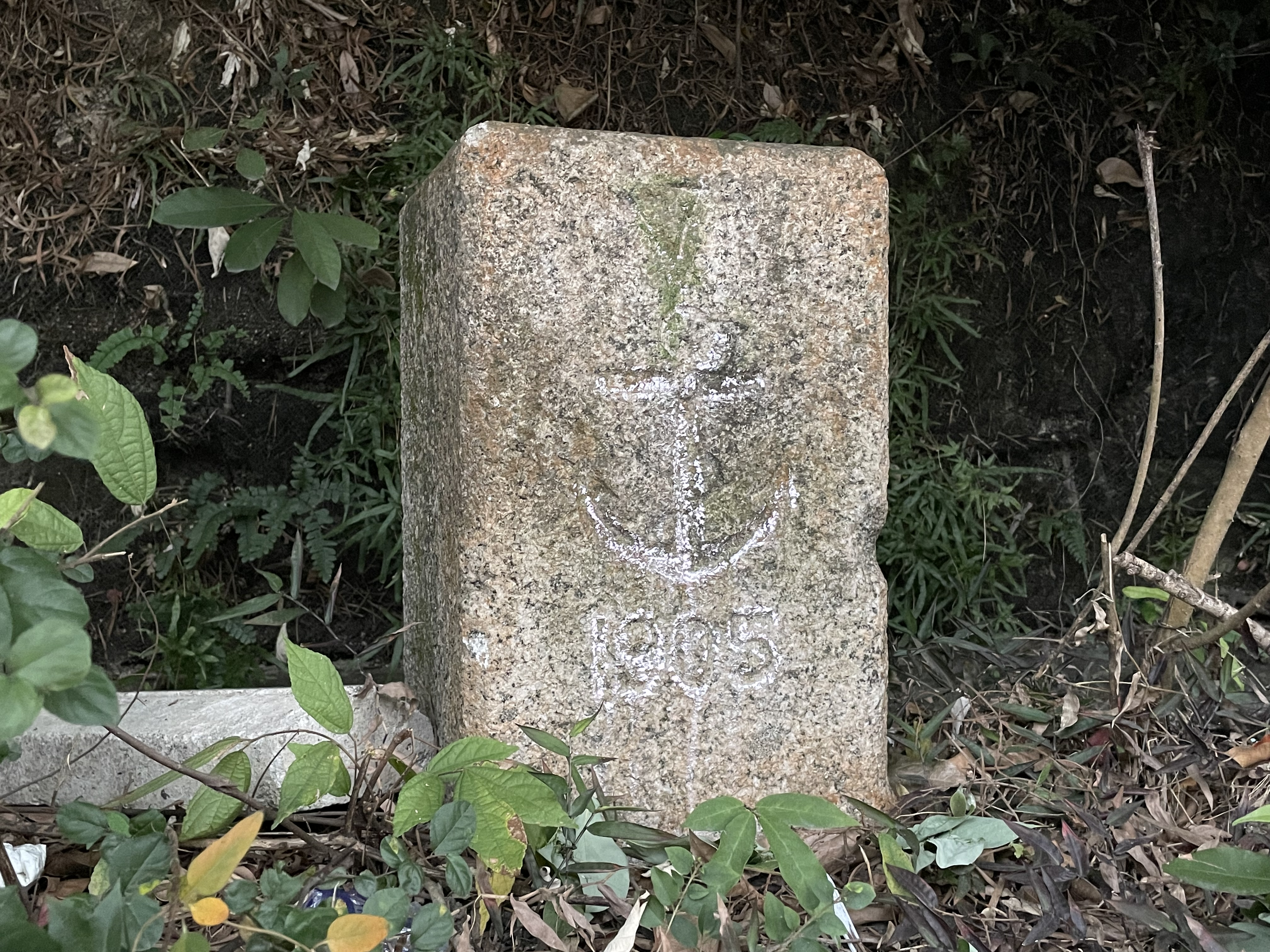
皇后大道東海軍界石

## 外部連結
- 律敦治醫院 （页面存档备份，存于）